# Ківа Андрій Ігорович
Андрі́й І́горович Ківа (нар. 21 листопада 1989, Севастополь, Українська РСР, СРСР) — український та російський футболіст, півзахисник. 

## Біографія
Вихованець харківського футболу. На дорослому рівні розпочинав грати за місцеві нижчолігові клуби «Локомотив» (Дворічна) та «Газовик-ХГВ» (Харків). Після цього у 2007-2014 роках грав за «Севастополь», в тому числі один сезон у Прем'єр-лізі.
2014 року після анексії Криму Росією прийняв російське громадянство і надалі грав за ряд російських клубів, а також в тимчасово окупованого Криму.